# Last Train Home (chanson de John Mayer)
Pour les articles homonymes, voir Last Train Home.
Singles de John Mayer
Carry Me Away
(2019) Shot in the Dark
(2021)
Clip vidéo
[vidéo] « Last Train Home », sur YouTube
Last Train Home est une chanson de l'auteur-compositeur-interprète américain John Mayer. Elle est sortie le 4 juin 2021 chez Columbia Records en tant que quatrième single de l'album Sob Rock.

## Crédits
Crédits provenant de Tidal.
Musiciens
- John Mayer – voix, écriture, composition, claviers, interprète associé
- Maren Morris – voix
- Greg Phillinganes – claviers
- Sean Hurley – basse
- Aaron Sterling – batterie
- Lenny Castro – percussion

Production
- John Mayer – production
- Don Was – production
- Martin Pradler – éditeur
- Curt Schneider – ingénieur du son
- Randy Merrill – mastérisation
- Mark "Spike" Stent – mixage
- Chenao Wang – ingénieur assistant
- Matt Wolach – ingénieur assistant
- Ryan Del Vecchio – ingénieur assistant

## Liste des pistes
| 1. | Last Train Home | 3:07 |

## Classements hebdomadaires
| Classement (2021)                    | Meilleure position |
| ------------------------------------ | ------------------ |
| Canada (Hot 100)                     | 88                 |
| États-Unis (Bubbling Under Hot 100)  | 1                  |
| États-Unis (Adult Alternative Songs) | 1                  |
| États-Unis (Hot Rock Songs)          | 13                 |
| États-Unis (Rock Airplay)            | 29                 |
| États-Unis (Rolling Stone Top 100)   | 87                 |
| Global 200 (Billboard)               | 103                |
| Nouvelle-Zélande (RMNZ Hot Singles)  | 2                  |
| Pays-Bas (Nederlandse Top 40)        | 14                 |
| Pays-Bas (Single Top 100)            | 20                 |
| Pays-Bas (Mega Top 30)               | 6                  |
| Royaume-Uni (UK Singles Chart)       | 91                 |

## Historique de sortie
| Région | Date        | Format                       | Label(s) | Réf.  |
| ------ | ----------- | ---------------------------- | -------- | ----- |
| Divers | 4 juin 2021 | - Téléchargement - streaming | Columbia | [ 2 ] |